# Sara Estela Ramírez
Sara Estela Ramírez (1881–21 de agosto de 1910) fue un profesora, periodista, feminista, ensayista y poeta mexicana, que vivió en el estado estadounidense de Texas.y fue una de las mujeres más importantes de la historia

## Biografía
Ramírez nació en 1881 en Villa de Progreso, Coahuila, México. Recibió su primera educación en la ciudad de Monterrey, Nuevo León, antes de graduarse en la escuela de profesores del Ateneo Fuentes de Saltillo. Se mudó a Laredo, Texas, en 1898 para enseñar español en el Seminario de Laredo y permaneció allí hasta su muerte. Ramírez utilizó la literatura para transmitir un mensaje revolucionario, sus obras se publicaron en La Crónica y El Demócrata Fronterizo, así como en publicaciones literarias periódicas que ella misma fundó, La Corregidora y Aurora. También incursionó en la dramaturgia con la obra, Noema.
Los temas de su poesía y ensayos incluyen la filosofía, la política y los derechos de las mujeres. Formó parte del Partido Liberal Mexicano y su casa fue la sede de la rama del partido en el estado de Texas. También intercambió correspondencia con Ricardo Flores Magón y colaboró en medios periodísticos con Dolores Jiménez y Muro, Juana Belén Gutiérrez de Mendoza y Elisa Acuña. Murió en Laredo de causas desconocidas en 1910.